# Proasellus arthrodilus
Proasellus arthrodilus és una espècie de crustaci isòpode d'aigua dolça pertanyent a la família dels asèl·lids,
 endèmica de Portugal.